# レックス・ルガー (音楽プロデューサー)
レックス・ルガー（Lex Lugar、1991年3月6日 - ）は、アメリカ合衆国バージニア州出身の音楽プロデューサー。本名はレクサス・アーネル・ルイス。
グッチ・メインが主催するレーベル「1017 Brick Squad」と契約を結んだ彼は、ワカ・フロッカ・フレイムのデビュー作『Flockaveli』にてプロデューサーを務め、脚光を浴びる。2010年にはカニエ・ウェスト&ジェイZに提供した楽曲「H.A.M」が全米23位まで上昇し、彼の作品の中で最大のヒット曲となっている。

## 人物
幼少期に叔父から、MPC2000を譲り受けた時から本格的にパソコンを使った楽曲制作を開始。現在は、FL Studioを使用している。なお彼のステージ名は、アメリカ合衆国のプロレスラーのレックス・ルガーから引用している。サウスサイドと共に、音楽チーム「808・マフィア」も結成中。

## プロデュースしたアーティスト
- ワカ・フロッカ・フレイム
- カニエ・ウエスト&ジェイZ